# Chalupas

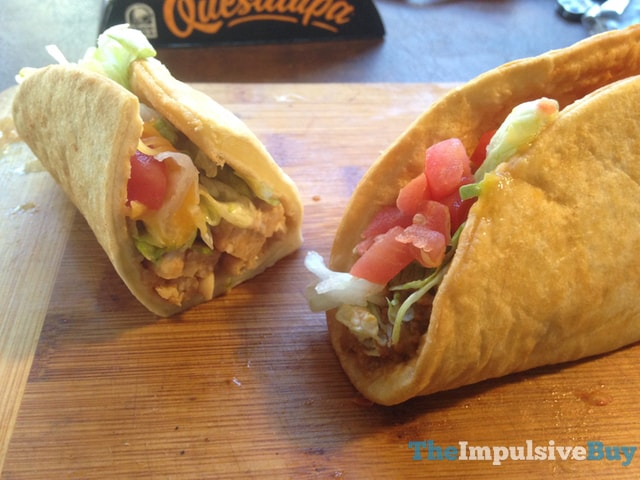
Chalupas

Chalupas – danie kuchni meksykańskiej, rodzaj tortilli. Są to małe, okrągłe tortille usmażone lub zapieczone z farszem, polane sosem, przybrane awokado, pomidorami i sałatą.
Są popularną przekąską. Mają bardzo dekoracyjny wygląd, przypominają łódki wypełnione jedzeniem.